# Депортес Магальянес
«Депо́ртес Магалья́нес» (ісп. Deportes Magallanes) — чилійський футбольний клуб із Майпу, комуни в місті Сантьяго, провінція Сантьяго, Столичний регіон Сантьяго. Заснований 27 жовтня 1897 року.

## Історія
Команда була заснована 27 жовтня 1897 року під назвою «Атлетіко Ескуела Нормаль». Свою теперішню назву клуб отримав у 1904 році, з тих пір назва жодного разу не змінювалася і збереглася дотепер. «Депортес Магальянес» є одним із найстаріших футбольних клубів у Чилі. Свої традиційні біло-блакитні кольори клуб носить з 1908 року. Домашні матчі команда проводить на арені «Сантьяго Буерас», яка вміщає в собі 5000 глядацьких місць.
Найголовнішими суперниками на внутрішній арені вважають «Коло-Коло» (дербі між цими командами називають «Батько і син», так як «Коло-Коло» фактично був заснований колишніми гравцями «Магальянес») і «Сантьяго Морнінг», дербі з яким називають «Класико Метрополітано».
«Магальянес» став чемпіоном в перших трьох професійних розіграшах чемпіонату Чилі з футболу в 1933, 1934 і 1935 роках. Ще один успіх підкорився цій команді у 1938 році. Таким чином, клуб з чотирма чемпіонствами посідає шосте місце в списку найтитулованіших клубів Чилі. Свій останній сезон у вищому дивизіоні Депортес провів у 1986 році. З тих пір клуб постійно подорожує між другим та третім дивізіонами, неодноразово побувавши за крок від банкротства.
В 2011 році «біло-блакитні» створили справжню сенсацію, несподівано для всіх пробившись до фіналу Кубку Чилі, де в драматичному двоматчевому фіналі поступилися «Універсідад Католіка» у серії післяматчевих пенальті. Цей успіх став першим для команди за останні 65 років ― тоді, у 1946 році «Магальянес» вдалося здобути срібні медалі чемпіонату.

## Досягнення
- Чемпіон Чилі (4): 1933, 1934, 1935, 1938
- Володар кубка Чилі (1): 2022
- Володар суперкубка Чилі (1): 2023
- Віце-чемпіон Чилі (4): 1936, 1937, 1942, 1946.

## Сезони по виступам у дивізіонах
- Прімера (49): 1933—1960; 1962—1975; 1980—1986.
- Прімера Б (25): 1961; 1976—1979; 1987—1993; 1996—2006; 2011-.
- Терсера (6): 1994—1995; 2007—2010.

## Участь у міжнародних змаганнях
- Кубок Лібертадорес (1): 1985 (Перший раунд)

## Відомі гравці
- Хосе Борельйо
- Федеріко Пісарро
- Сегундо Кастільйо
- Давід Арельйано
- Антоніо Аріас
- Іво Басай
- Карлос Відаль
- Едуардо Вільчес
- Уго Гонзалез
- Альберто Кінтано
- Оноріно Ланда
- Альфонсо Лара
- Віктор Уго Мелья
- Адольфо Неф
- Хуан Оліварес
- Маріо Сото
- Умберто Суасо
- Гільєрмо Явар
- Хосе Авенданьйо
- Хорхе Кордоба
- Карлос Перез
- Едуардо Еспіноза
- Фернандо Еспіноза
- Еухеніо Хара
- Артуро Торрес
- Гільєрмо Огас
- Роберто Ампуеро

## Відомі тренери
- Ференц Платтко
- Франсіско Вальдес